# Tannheim (Villingen-Schwenningen)
Tannheim ist der südlichste der elf Stadtbezirke von Villingen-Schwenningen. Der Ort hat etwa 1285 Einwohner (Stand 2015) auf einer Fläche von 15,79 km² und liegt auf der Baar am Ostrand des Schwarzwaldes.

## Geschichte

### Erste urkundliche Erwähnung
In einer Urkunde aus dem Jahr 817 wird der Ort erstmals genannt. Von der Burg Zindelstein übernahm am 24. Juli 1353 Graf Hug von Fürstenberg-Haslach die Vogtrechte über das Paulinerkloster Tannheim.

### Die Anfänge bis zur Eingliederung
Tannheim war vermutlich schon ein alemannischer Siedlungsort. Erstmals urkundlich erwähnt wurde der Ort als Tanheim im Jahre 817 (Stiftsarchiv St. Gallen). Zunächst im Besitz des Klosters St. Gallen, gehörte er dann seit dem 13. Jh. zur Herrschaft Fürstenberg, von 1684 zum Fürstentum Fürstenberg, ab 1806 zum Großherzogtum Baden.
Am 1. Januar 1972 fand die freiwillige Eingliederung in die Stadt Villingen-Schwenningen statt. Gleichzeitig war damit der Wechsel vom Landkreis Donaueschingen in den Landkreis Villingen-Schwenningen verbunden. Mit der Reform zum 1. Januar 1973 wurde der Landkreis Donaueschingen aufgelöst und dessen Gemeinden zum größten Teil mit denen des bisherigen Landkreises Villingen-Schwenningen zum neuen Schwarzwald-Baar-Kreis zusammengeführt.
Tannheim ist der südlichste der elf Stadtbezirke.

Kirche St. Gallus in Tannheim
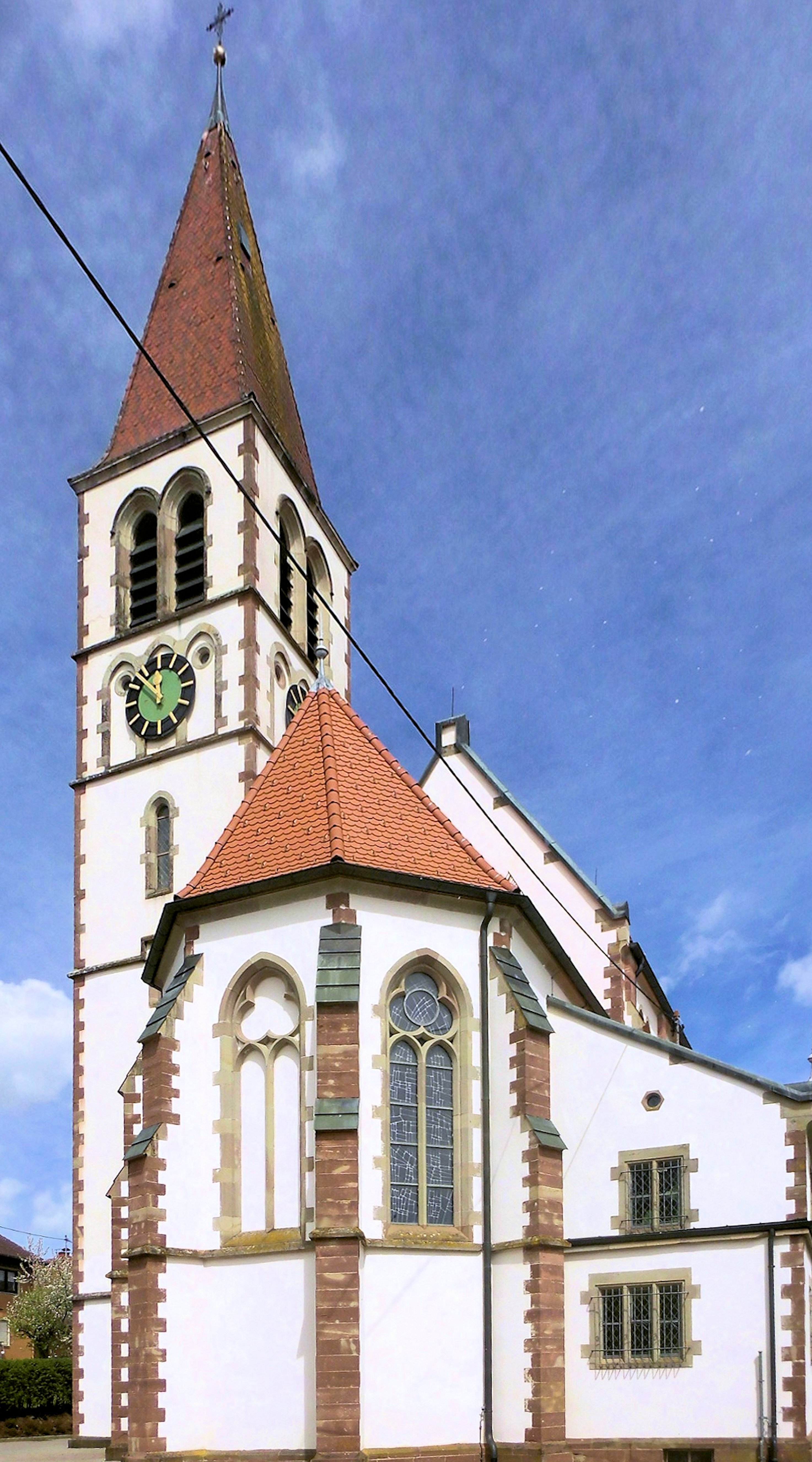
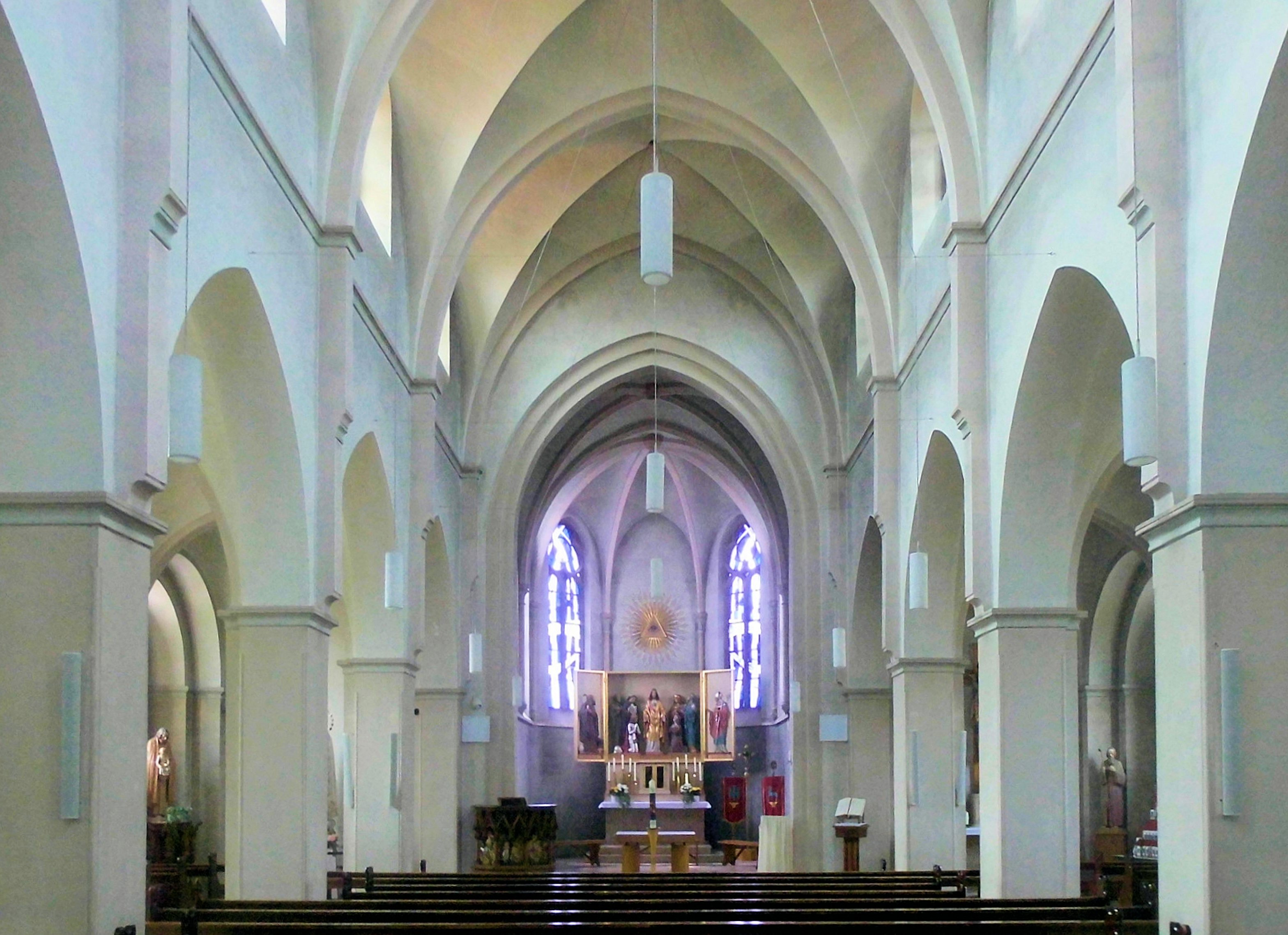
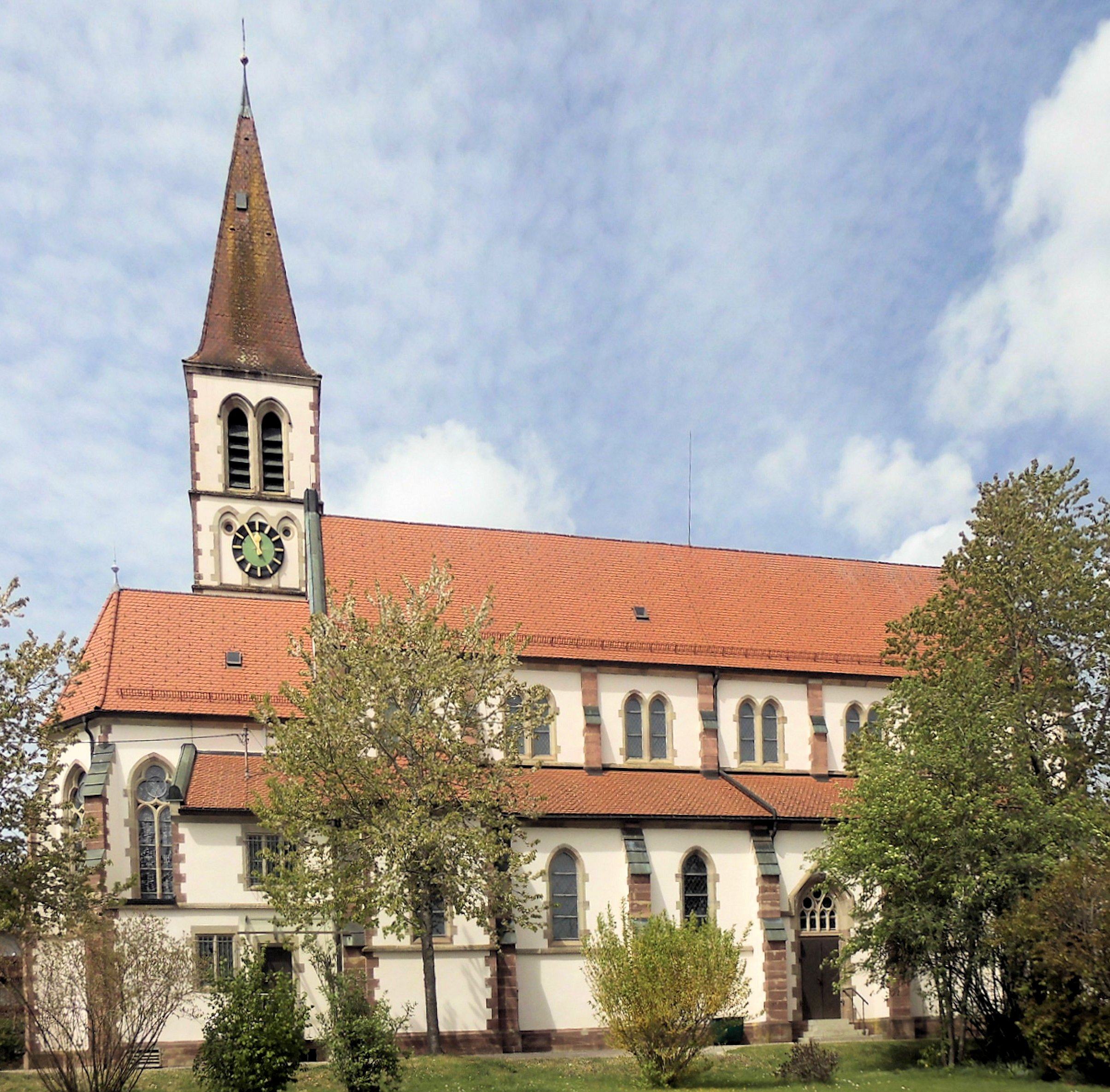

## Gemarkung
Grund und Boden der Gemeinde erstrecken sich auf 1.579 ha Gemarkungsfläche, davon sind 949 ha Wald. Er erreicht eine mittlere Höhenlage von 733 m.

## Einwohnerentwicklung
- 1680: 0277 Einwohner (52 Männer, 50 Frauen, 175 Kinder)
- 1950: 0743 Einwohner
- 1972: 1092 Einwohner
- 1975: 1080 Einwohner
- 1980: 1171 Einwohner
- 1985: 1235 Einwohner
- 1990: 1189 Einwohner
- 1995: 1234 Einwohner
- 2005: 1386 Einwohner
- 2010: 1342 Einwohner
- 2015: 1285 Einwohner

## Dorfentwicklung
- Durchführung der Flurbereinigung (1982 abgeschlossen).
- Kontinuierliches Füllen vorhandener Baulücken im Ortskern.
- Erhalt mehrerer denkmalgeschützter alter Bauten.
- 1959 Bau des Ortszentrums mit Schule (GHS bis Klasse 6) und Lehrerwohnhaus (1963).
- Bau der Mehrzweckhalle (1975) und des Katholischen Verrechnungszentrums mit Pfarrsaal (1995).
- Kindergartenanbau 1973.

## Infrastruktur
Grundschule, Stärkung durch die Zuweisung der Schüler des Stadtbezirks Herzogenweiler.
Im Rathaus wird seit 1973 eine Zweigstelle der Volkshochschule Villingen-Schwenningen betrieben. Tannheim ist Sitz des Katholischen Bildungswerks und hat eine Pfarrbücherei. Die Katholische Verrechnungsstelle ist für über 100 Pfarrgemeinden zuständig. Das Freibad wird geführt vom Förderverein Freibad e. V.
Seit 1996 besteht die Nachsorgeklinik Tannheim (familienorientierte Nachsorge für herz-, krebs- und mukoviszidosekranke Kinder).
Im Jahr 1995 wurde die Heimatstube eingerichtet.

## Persönlichkeiten
- Martin Schmitt (* 1978), ehemaliger Skispringer[2]

## Kultur in Tannheim
In Tannheim gibt es viele verschiedene kulturelle Angebote. So können sich die Einwohner in Vereinen oder auf Festen kulturell beteiligen.

### Vereine
- Akkordeonverein
- Bildungswerk
- Förderverein Freundeskreis Schule
- Förderverein Musikkapelle und Musikkapelle selbst
- Frauengemeinschaft
- Freiwillige Feuerwehr Abt. Tannheim
- Freundeskreis Heimatmuseum
- Deutsches Rotes Kreuz mit JRK
- Jugendtreff Tannheim
- Kegelclub
- Krabbelgruppe Tannheim
- Landfrauenverein
- Schützenverein
- Seniorenkreis
- Tischtennisclub
- Narrenzunft